# Suore della Santa Umiltà della Beata Vergine Maria
Le Suore della Santa Umiltà della Beata Vergine Maria (in inglese Sisters of the Holy Humility of the Blessed Virgin Mary; sigla C.H.M.) sono un istituto religioso femminile di diritto pontificio.

## Storia
Le origini della congregazione risalgono alla casa fondata nel 1870 a Chillicothe, in Missouri, da una comunità di suore dell'Umiltà provenienti da Villa Maria. Del gruppo faceva parte Maria degi Angeli Maujean, che aveva abbracciato la vita religiosa in Francia ed era giunta negli Stati Uniti insieme con il sacerdote Jean-Joseph Begel, fondatore delle suore dell'Umiltà: per il suo contributo allo sviluppo della congregazione, madre Maujean ne è considerata fondatrice.
In Missouri le suore si diffusero rapidamente e aprirono case a Easton, Liberty, Nodaway Island, Carrollton: per le difficoltà di comunicazione tra le comunità e la casa-madre di Villa Maria, Begel acconsentì a che quelle case formassero una congregazione autonoma, approvata da John Hogan, vescovo di Saint Joseph, nel 1874.
L'istituto ricevette il pontificio decreto di lode l'8 luglio 1931 e le sue costituzioni furono approvate definitivamente l'8 maggio 1944.

## Attività e diffusione
Le suore si dedicano all'educazione della gioventù e alla cura di anziani e ammalati.
Oltre che negli Stati Uniti d'America, sono presenti in Ecuador e in Messico; la sede generalizia è a Davenport.
Alla fine del 2015 l'istituto contava 90 religiose in 40 case.